# Opel Astra OPC X-treme
Der Opel Astra OPC X-treme ist eine von Opel auf dem Genfer Auto-Salon 2001 vorgestellte Sportwagen-Studie für den Straßenverkehr, die später im selben Jahr auch auf der Internationalen Automobilausstellung gezeigt wurde. Trotz mehrerer Kundenanfragen und zehn Vorbestellungen kam es nicht zu einer Kleinserienfertigung.

## Konstruktion

Schriftzug

Der voll fahrfähige, handgefertigte Prototyp basiert nicht auf dem serienmäßigen Astra Coupé, sondern auf dem Chassis und Antriebsstrang eines in der DTM eingesetzten Opel Astra V8 Coupé der Saison 2000. Bei den Rennwagen aus der DTM handelt es sich nicht um Tourenwagen im klassischen Sinne, die technisch auf einem Serienfahrzeug aufbauen, sondern um speziell für den Motorsport konzipierte Prototypen.
Mit der beim Opel Performance Center (OPC) entwickelten Studie wollte Opel die Synergie zwischen Motorsport und Serie aufzeigen:

„Mit diesem High-Tech-Sportler wollen wir mal zeigen, was wir wirklich können.“

Geplant war eine Kleinserie zu einem siebenstelligen DM-Betrag, inklusive erweitertem „lebenslangem“ Service.
Der vorne eingebaute Achtzylinder-V-Motor des Astra OPC X-treme treibt die Hinterräder an, das sequenzielle, unsynchronisierte Sechsganggetriebe sitzt an der Hinterachse (Transaxle) und ist mit dem Differential in einem Gehäuse vereint. Die Karosserie besteht aus kohlenstofffaserverstärktem Kunststoff und sitzt auf einem Gitterrohrrahmen. Stoßdämpfer und Stabilisatoren des Fahrwerks sind einstellbar, die Räder vorne und hinten sind einzeln an Doppelquerlenkern aufgehängt.
Änderungen gegenüber dem DTM-Rennwagen betreffen vor allem die mit Bremsscheiben aus kohlenstofffaserverstärktem Verbundmaterial  und Sechskolbensätteln ausgestatteten Bremsen, außerdem hat der Astra OPC X-treme eine modifizierte Abgasanlage mit Schalldämpfern. Frontspoiler und Heckflügel wurden für die straßenzugelassene Version ebenfalls angepasst.
Antiblockiersystem oder Fahrdynamikregelung (ESP) gibt es nicht.
Das Interieur besteht aus Alcantara und gebürstetem Aluminium.
Als einzige Komponente aus dem Großserien-Programm von Opel wurde das Airbag-Lenkrad aus dem Opel Speedster übernommen.
Anders als in der DTM hatte der X-treme Räder in der Dimension 9×20 und 11×20 mit Reifen der Größe 265/30 ZR 20 und 305/25 ZR 20.
Die Höchstgeschwindigkeit liegt, abhängig von der gewählten Übersetzung, zwischen 310 und 330 km/h, die Beschleunigung von 0 auf 100 km/h bei 3,9 Sekunden. Der Verbrauch soll bei „deutlich unter zwanzig Liter[n]“ liegen.

## Motor
Der Motor des Astra OPC X-Treme basiert auf den von Spiess aufgebauten DTM-Motoren. Es handelt sich um eine modifizierte Version des L47 aus dem Oldsmobile Aurora, wie er auch im Cadillac Northstar LMP und der Shelby Series 1 eingesetzt wurde. Dieser Achtzylinder-V-Motor mit einem Hubraum von 3995 cm³ (Bohrung × Hub: 87 × 84 mm) und vier obenliegenden Nockenwellen stammt aus der Cadillac-Northstar-Familie. Im Astra OPC X-treme leistet er 326 kW (444 PS), das maximale Drehmoment beträgt 530 Nm bei 4800/min.
Der Motor ist mit einem Luftmengenbegrenzer versehen, der das Ansprechverhalten verbessern soll. Außerdem lässt sich unter anderem der Drehmomentverlauf während der Fahrt über das Motorkennfeld elektronisch einstellen.